# Mark Lee (Schauspieler)
Mark Lee (* 1958 in Sydney, Australien) ist ein australischer Schauspieler, Filmproduzent und Regisseur.
Lee begann mit der Schauspielerei im Jahre 1970.
In den 1970er Jahren spielte er in mehreren Filmen und Fernsehserien mit, darunter Strange Holiday, The Evil Touch und  Flugboot 121 SP. 1981 war Mark Lee in Gallipoli neben Mel Gibson in der Rolle als „Archy Will“ zu sehen. Gegen Mitte der 1980er Jahre war Mark Lee in der Serie Die fliegenden Ärzte zu sehen.

## Filmografie (Auswahl)
- 1970: Strange Holiday
- 1974: The Evil Touch (Fernsehserie, eine Folge)
- 1977: Flugboot 121 SP (Bailey's Bird , Fernsehserie, eine Folge)
- 1981: Gallipoli
- 1986: Emmas Krieg (Emma's War)
- 1988: Die fliegenden Ärzte (The Flying Doctors, Fernsehserie, eine Folge)
- 1992: Bony und sein Kommissar (Boby, Fernsehserie, eine Folge)
- 1996, 2000: Water Rats – Die Hafencops (WatercRats, Fernsehserie, 2 Folgen)
- 1995: Sahara – Wüste des Todes (Sahara, Fernsehfilm)
- seit 1996: Home and Away (Fernsehserie)
- 1997: In Sachen Mord (Murder Call, Fernsehserie, eine Folge)
- 1998–2000: Jack London: Abenteuer Südsee (Tales of the South Seas, Fernsehserie)
- 1999: SeaChange (Fernsehserie, eine Folge)